# French Open 1995 (Badminton)
Die French Open 1995 im Badminton fanden in Paris vom 22. bis 26. März 1995 statt. Mit einem Preisgeld von 15.000 US-Dollar wurde das Turnier als 1-Sterne-Turnier in der Grand-Prix-Wertung eingestuft.

## Sieger und Platzierte
| Disziplin    | Gold                               | Silber                           | Bronze                               |
| ------------ | ---------------------------------- | -------------------------------- | ------------------------------------ |
| Herreneinzel | George Rimarcdi                    | Thomas Johansson                 | Thomas Søgaard                       |
| Herreneinzel | George Rimarcdi                    | Thomas Johansson                 | Dharma Gunawi                        |
| Dameneinzel  | Jelena Rybkina                     | Marina Jakuschewa                | Monique Hoogland                     |
| Dameneinzel  | Jelena Rybkina                     | Marina Jakuschewa                | Olivia                               |
| Herrendoppel | Sigit Budiarto Dicky Purwotjugiono | Andrei Antropow Nikolai Sujew    | Dharma Gunawi Imay Hendra            |
| Herrendoppel | Sigit Budiarto Dicky Purwotjugiono | Andrei Antropow Nikolai Sujew    | Peder Nissen Thomas Stavngaard       |
| Damendoppel  | Maria Bengtsson Margit Borg        | Jelena Rybkina Marina Jakuschewa | Christine Skropke Claudia Vogelgsang |
| Damendoppel  | Maria Bengtsson Margit Borg        | Jelena Rybkina Marina Jakuschewa | Sandra Beißel Nicole Grether         |
| Mixed        | Thomas Stavngaard Anne Søndergaard | Michael Keck Karen Neumann       | Kenny Middlemiss Elinor Middlemiss   |
| Mixed        | Thomas Stavngaard Anne Søndergaard | Michael Keck Karen Neumann       | Pawel Uwarow Diana Koleva            |

## Finalresultate
| Disziplin    | Sieger                             | Finalist                         | Ergebnis          |
| ------------ | ---------------------------------- | -------------------------------- | ----------------- |
| Herreneinzel | George Rimarcdi                    | Tomas Johansson                  | 10-15, 15-9, 15-4 |
| Dameneinzel  | Jelena Rybkina                     | Marina Jakuschewa                | 11-4, 11-1        |
| Herrendoppel | Sigit Budiarto Dicky Purwotjugiono | Andrei Antropow Nikolai Sujew    | 15-8, 15-11       |
| Damendoppel  | Margit Borg Maria Bengtsson        | Jelena Rybkina Marina Jakuschewa | 15-10, 15-6       |
| Mixed        | Thomas Stavngaard Anne Søndergaard | Michael Keck Karen Stechmann     | 15-9, 17-14       |